# Tolkmicko (gmina)
Tolkmicko est une gmina mixte du powiat de Elbląg, Varmie-Mazurie, dans le nord de la Pologne. Son siège est la ville de Tolkmicko, qui se situe environ 27 km au nord d'Elbląg et 87 km au nord-ouest de la capitale régionale Olsztyn.
La gmina couvre une superficie de 225,3 km2 pour une population de 6 670 habitants.

## Géographie
Outre la ville de Tolkmicko, la gmina inclut les villages de Biała Leśniczówka, Bogdaniec, Brzezina, Chojnowo, Janówek, Kadyny, Kamienica Elbląska, Kamionek Wielki, Kikoty, Łęcze, Nadbrzeże, Nowinka, Ostrogóra, Pagórki, Pęklewo, Pogrodzie, Połoniny, Przybyłowo, Przylesie, Rangóry, Suchacz, Święty Kamień, Wodynia et Wysoki Bór.
La gmina borde la ville d'Elbląg et les gminy de Elbląg, Frombork, Milejewo, Młynary et Sztutowo. Elle borde également la lagune de la Vistule.